# FMOD
FMOD는 오스트레일리아 멜버른에 위치한 파이어라이트 테크놀로지스에서 만든 음향 미들웨어이다.
버전 3.75 이후로 FMOD는 아래와 같이 3가지 라이브러리와 프로그램으로 구성되어 있다.
- FMOD Ex, 저수준 사운드 엔진이다.
- FMOD 이벤트 시스템(FMOD Event System), FMOD 디자이너로 만들어진 추상적인 사운드 컨텐츠를 이용하여 데이터 기반 프로그래밍을 간단하게 할 수 있도록 도와준다.
- FMOD 디자이너(FMOD Designer), 사운드 디자이너를 위한 툴로 음악의 재생과 복잡한 사운드 이벤트를 만들어 낼 수 있다.

## 지원 환경 및 포맷
- 마이크로소프트 윈도우
- OS X
- 리눅스
- 엑스박스 360
- 플레이스테이션 2
- 플레이스테이션 3
- PSP
- NGP
- Wii
- 3DS
- iOS
- 안드로이드

FMOD는 현재 AIFF, ASF, ASX, DLS, FLAC, FSB (FMOD 샘플 뱅크 포맷), IT, M3U, MIDI, MOD, MP2, MP3, Vorbis, PLS, S3M, VAG (PS2/PSP용 포맷), WAV, WAX (윈도 미디어 오디오 리다이렉터), WMA, XM, XMA (Xbox 360 전용)등 RAW 오디오 데이터를 지원한다.

## 라이선스
현재 아래와 같은 라이선스 계약을 할 수 있다:
- FMOD 비상업 라이선스(FMOD Non-Commercial License, FMOD를 이용하여 비상업적인 용도로 소프트웨어를 개발되었고 앞으로도 상업적인 용도로 판매되지 않으면 라이선스 계약비용을 제외하여 무료로 제공된다.
- FMOD 상업 라이선스(FMOD Commercial License, 상업적인 소프트웨어나 게임에 FMOD를 이용한다면 플랫폼 개수에 맞게 라이선스 계약비용을 지불해야 한다.
- FMOD 캐주얼 라이선스(FMOD Causal License, 상업적인 소프트웨어나 게임으로 개발되어 엑스박스 아케이드, 플레이스테이션 네트워크, WiiWare, 윈도 및 맥 OS X에서 다운로드식으로 제공되는 경우, 이 라이선스가 적용되어 계약비용이 부가된다.

MP3 라이선스를 포함하고 있지 않으며, MP3를 사용하여 개발할 경우에는 톰슨 회사와 접촉하여 따로 라이선스를 계약해야만 한다. PS3 개발자는 소니에서 라이선스를 취득하여 제공하는 "셀 SDK MP3 디코더"를 사용하면 되므로 4.27.00 이후 버전에서 MP3 사용권한은 무료로 제공된다.

## 엔진 내장
아래와 같이 다른 회사의 엔진에 서드파트너십 계약으로 통합, 탑재되어 제공되고 있다.
- 개러지게임스 - 토크 게임 엔진
- 밸브 코퍼레이션 - 소스 엔진[2]
- 빅월드 - 빅월드 테크놀로지[3]
- 스케일폼 코퍼레이션 - 스케일폼[4]
- 아이디어 파브릭크 Plc. - 히어로엔진[5]
- 에픽 게임스 - 언리얼 엔진 3[6]
- 유니티 테크놀로지스 - 유니티
- 하복/트리니지 - 비전[7]

## FMOD를 사용하는 게임
- 아메리칸 트럭 시뮬레이터
- 배트맨: 아캄 어사일럼
- 배틀스테이션: 퍼시픽
- 배스천
- 빔엔지.드라이브
- 바이오쇼크
- 바이오쇼크 2
- 캐슬바니아: 로즈 오브 섀도 2
- 설레스트 (비디오 게임)
- 쿠키런: 킹덤
- 컬트 오브 더 램
- 다키스트 던전
- 다크 소울
- DJMAX Respect
- 더 블랍: 컬러 레볼루션
- 데이어스 엑스: 휴먼 레볼루션
- 디아블로 III
- 드래곤 에이지: 오리진스
- 드워프 포트리스
- 다잉 라이트
- 유로 트럭 시뮬레이터 2
- 폴 가이즈
- 파 크라이 (시리즈)
- 포르자 모터스포츠 3
- 길드워
- 길드워 2
- 기타 히어로 3: 레전드 오브 락
- 지오메트리 대시
- 하데스 (비디오 게임)
- 헤일로 3
- 헤일로 3: ODST
- 헤일로: 리치
- 헤븐리 소드
- 히어로즈 오브 뉴어스
- 헬게이트: 런던
- 히트맨: 앱솔루션
- 인투 더 브리치
- 저스트 코즈 2
- 킹덤 컴: 딜리버런스
- 크레이지레이싱 카트라이더
- 리그 오브 레전드
- 메트로이드 프라임 3: 커럽션
- 마인크래프트
- 마인크래프트: 스토리 모드
- 나의 히어로 아카데미아
- 니드 포 스피드: 시프트
- 오웰 (비디오 게임)
- 패스 오브 엑자일
- 피자 타워
- 레우스
- 로블록스
- 세컨드 라이프
- 삽질 기사
- 사일런트 힐: 섀터드 메모리즈
- Sky: 빛의 아이들
- 소마 (비디오 게임)
- 스펠렁키 2
- 스타크래프트 II: 자유의 날개
- 스타 트렉 온라인
- 스트랭글홀드 (비디오 게임)
- 서브노티카
- 스벤코옵
- 더 포레스트 (비디오 게임)
- TNA 임팩트! (비디오 게임)
- 고스트 리콘
- 툼 레이더: 언더월드
- 툼레이더 (2013년 비디오 게임)
- 토치라이트
- 트로피코 3
- 워킹 데드 (비디오 게임)
- 언래블 (비디오 게임)
- 워 썬더
- 워크래프트 III: 레인 오브 카오스
- 월드 오브 워크래프트
- X플레인 (시뮬레이터)
- 주마 (비디오 게임)

## 같이 보기
- OpenAL

## 참조
1. ↑  “MPEG Layer 3 Licensing Issues”. firelight Technologies. 2011년 11월 26일에 원본 문서에서 보존된 문서. 2012년 7월 6일에 확인함.
2. ↑  “Implementing FMOD”. Valve Software.
3. ↑  “Partners - BigWorld Technologys”. BigWorld Pty Ltd. 2012년 5월 6일에 원본 문서에서 보존된 문서. 2012년 7월 6일에 확인함.
4. ↑  “Integration”. scaleform. 2010년 4월 20일에 원본 문서에서 보존된 문서. 2010년 5월 17일에 확인함.
5. ↑  “HeroEngine 1.47.0 Enhancements”. HeroEngine wiki. 2011년 4월 11일에 원본 문서에서 보존된 문서. 2011년 8월 11일에 확인함.
6. ↑  “Unreal Technology”. Unreal Technology. 2010년 5월 29일에 원본 문서에서 보존된 문서. 2010년 5월 17일에 확인함.
7. ↑  “Technology Partners”. trinigy. 2012년 7월 20일에 원본 문서에서 보존된 문서. 2012년 7월 6일에 확인함.